# Coelotes chenzhou
Coelotes chenzhou là một loài nhện trong họ Amaurobiidae.
Loài này thuộc chi Coelotes. Coelotes chenzhou được miêu tả năm 2001 bởi Zhang & Chang-Min Yin.